# سرخ بنفش

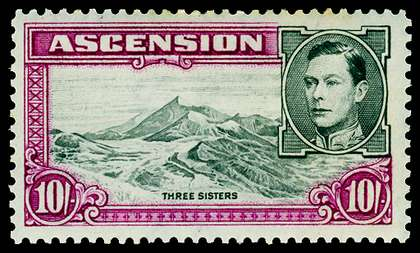
سرخ بنفش که در تمبر پستی استفاده می‌شود

سرخ بنفش یا رنگدانه ارغوانی (رنگدانه سرخ-بنفش) روشی را نشان می‌دهد که رنگ بنفش (سرخ-بنفش) به‌طور معمول در رنگدانه‌ها، رنگ‌ها یا مدادهای رنگی در دهه ۱۹۵۰ روی مدل رنگی قدیمی RYB بازتولید می‌شد. این رنگ در سمت چپ نمایش داده می‌شود و با رنگ وب سرخ بنفش متوسط یکسان است.

## گوناگونی سرخ بنفش
- کوبی
- اسطوخودوس صورتی
- پوسی
- سرخ بنفش کم‌رنگ
- بنفش سرخ
- سرخ ارغوانی
- سرخ شدن
- اسمیتن
- سرخ بنفش متوسط
- فاندانگو
- فلیرت
- ستاره پاپ
- مربای جازبری
- شرابی
- بیزانتیس
- بادمجانی